# Tatraea
Tatraea is een geslacht van schimmels behorend tot de familie Helotiaceae. De typesoort is Tatraea dumbirensis.

## Soorten
Volgens Index Fungorum telt het geslacht twee soorten (peildatum april 2023):
| Soortnaam           | Auteur(s)       | Publicatiejaar |
| ------------------- | --------------- | -------------- |
| Tatraea dumbirensis | (Velen.) Svrček | 1993           |
| Tatraea macrospora  | (Peck) Baral    | 1999           |